# Vanessa Kirby
Vanessa Nuala Kirby (* 18. dubna 1988 Wimbledon, Londýn) je britská filmová a divadelní herečka.

## Život

### Dětství a začátky
Spolu se svými dvěma sourozenci byla rodiči vychována v londýnské čtvrti Wimbledon. Rodinnými přáteli byli i herci Vanessa a Corin Redgraveovi. Vystudovala angličtinu na Exeterské univerzitě.
Ve svých začátcích účinkovala v několika úspěšných divadelních představeních včetně Shakespearového Jak se vám líbí a Sen noci svatojánské.

### Mezinárodní úspěch
Nejdříve ztělesnila vedlejší role v romantice Lásky čas (2013) a v dobrodružném dramatu Everest (2015). Hrála také vedoucí úlohu v minisérií Frankensteinova kronika či v epizodě Sloni mají paměť ze seriálu Hercule Poirot. Ovšem mezinárodního uznání se jí dostalo až roku 2016, kdy se objevila coby princezna Margaret v oceňovaném britském seriálu z produkce Netflixu Koruna. Hraběnku ze Snowdonu ztělesnila v prvních dvou sériích, než ji v roli vystřídala Helena Bonham Carter.
Od té doby se například objevila v americké akční sérií Mission: Impossible jako obchodnice se zbraněmi Alanna Mitsopolis či ve snímku Rychle a zběsile: Hobs a Shaw (2019). Za svůj výkon v dramatu Střípky ženy (2020) byla nominována na Oscara i Zlatého Glóba v kategorii Nejlepší herečka v hlavní roli.
V roce 2023 ztvárnila francouzskou císařovnu Joséphine de Beauharnais, manželku vojevůdce Napoleona Bonaparta (Joaquin Phoenix), v historickém velkofilmu Napoleon (2023) režiséra Ridleyho Scotta.  
Roku 2024 si zopakovala svoji roli v dalším Mission: Impossible.

## Filmografie

### Filmy[8]
| Rok  | Název                                           | Role                            | Poznámky    |
| ---- | ----------------------------------------------- | ------------------------------- | ----------- |
| 2010 | Love/Loss                                       | Jane                            |             |
| 2012 | Vloupačka                                       | Nicola                          |             |
| 2012 | Nora                                            | mladá žena                      | krátký film |
| 2013 | Charlie musí zemřít                             | Felicity                        |             |
| 2013 | Lásky čas                                       | Joanna                          |             |
| 2014 | The Exchange                                    | Woman                           | krátký film |
| 2014 | Insomniacs                                      | Jade                            | krátký film |
| 2014 | Za vlast a královnu                             | Dawn Rohan                      |             |
| 2014 | National Theatre Live: A Streetcar Named Desire | Stella Kowalski                 |             |
| 2014 | Off the Page: Devil in the Details              | Jessica                         | krátký film |
| 2015 | Jupiter vychází                                 | Katharine Dunlevy               |             |
| 2015 | Bone in the Throat                              | Sophie                          |             |
| 2015 | Everest                                         | Sandy Hill                      |             |
| 2016 | Genius                                          | Zelda Fitzgerald                |             |
| 2016 | Rozkaz zabíjet                                  | Katherine Mills                 |             |
| 2016 | Než jsem tě poznala                             | Alicia Dewares                  |             |
| 2018 | Mission: Impossible – Fallout                   | Alanna Mitsopolis / White Widow |             |
| 2019 | Pan Jones                                       | Ada Brooks                      |             |
| 2019 | Rychle a zběsile: Hobbs a Shaw                  | Hattie Shaw                     |             |
| 2020 | Střípky ženy                                    | Martha Weiss                    |             |
| 2020 | Svět na kraji světa                             | Tallie                          |             |
| 2021 | Italian Studies                                 | Alina Reynolds                  |             |
| 2022 | Syn                                             | Beth                            |             |
| 2023 | Mission: Impossible Odplata – První část        | Alanna Mitsopolis / White Widow |             |
| 2023 | Napoleon                                        | Joséphine de Beauharnais        |             |
| 2024 | Eden: Vítejte v ráji                            | Dora Strauch                    |             |
| 2025 | Mission: Impossible Odplata – Druhá část        | Alanna Mitsopolis / White Widow |             |

### Seriály
| Rok            | Název                   | Role                                     | Poznámky                                         |
| -------------- | ----------------------- | ---------------------------------------- | ------------------------------------------------ |
| 2011           | Hodinka                 | Ruth Elms                                | 3 epizody                                        |
| 2011           | Nadějné vyhlídky        | Estella Havisham                         | Minisérie; 3 epizody                             |
| 2012           | Labyrinth               | Alice Tanner                             | Minisérie; 2 epizody                             |
| 2013           | Hercule Poirot          | Celia Ravenscroft                        | Epizoda: Sloni mají paměť                        |
| 2015           | The Dresser             | Irene                                    | Television film                                  |
| 2015           | Frankensteinova kronika | Lady Jemima Hervey                       | Hlavní role; 7 epizod                            |
| 2016–2017 2022 | Koruna                  | Princezna Margaret, hraběnka ze Snowdonu | Hlavní role (série 1–2); Epizodní role (série 5) |